# Кат Оф (Луизијана)
Кат Оф (енгл. Cut Off) насељено је место без административног статуса у америчкој савезној држави Луизијана.

## Демографија
По попису из 2010. године број становника је 5.976, што је 341 (6,1%) становника више него 2000. године.
| Група             | 2000.         | 2010.         |
| Белци             | 5.105 (90,6%) | 4.953 (82,9%) |
| Афроамериканци    | 63 (1,1%)     | 95 (1,6%)     |
| Азијати           | 71 (1,3%)     | 80 (1,3%)     |
| Хиспаноамериканци | 120 (2,1%)    | 436 (7,3%)    |
| Укупно            | 5.635         | 5.976         |